# Testana
Testana è una frazione di 646 abitanti del comune di Avegno, nella città metropolitana di Genova. Dista circa 3,5 km dal capoluogo comunale ed è situata ad un'altitudine di 279 m s.l.m..

## Storia

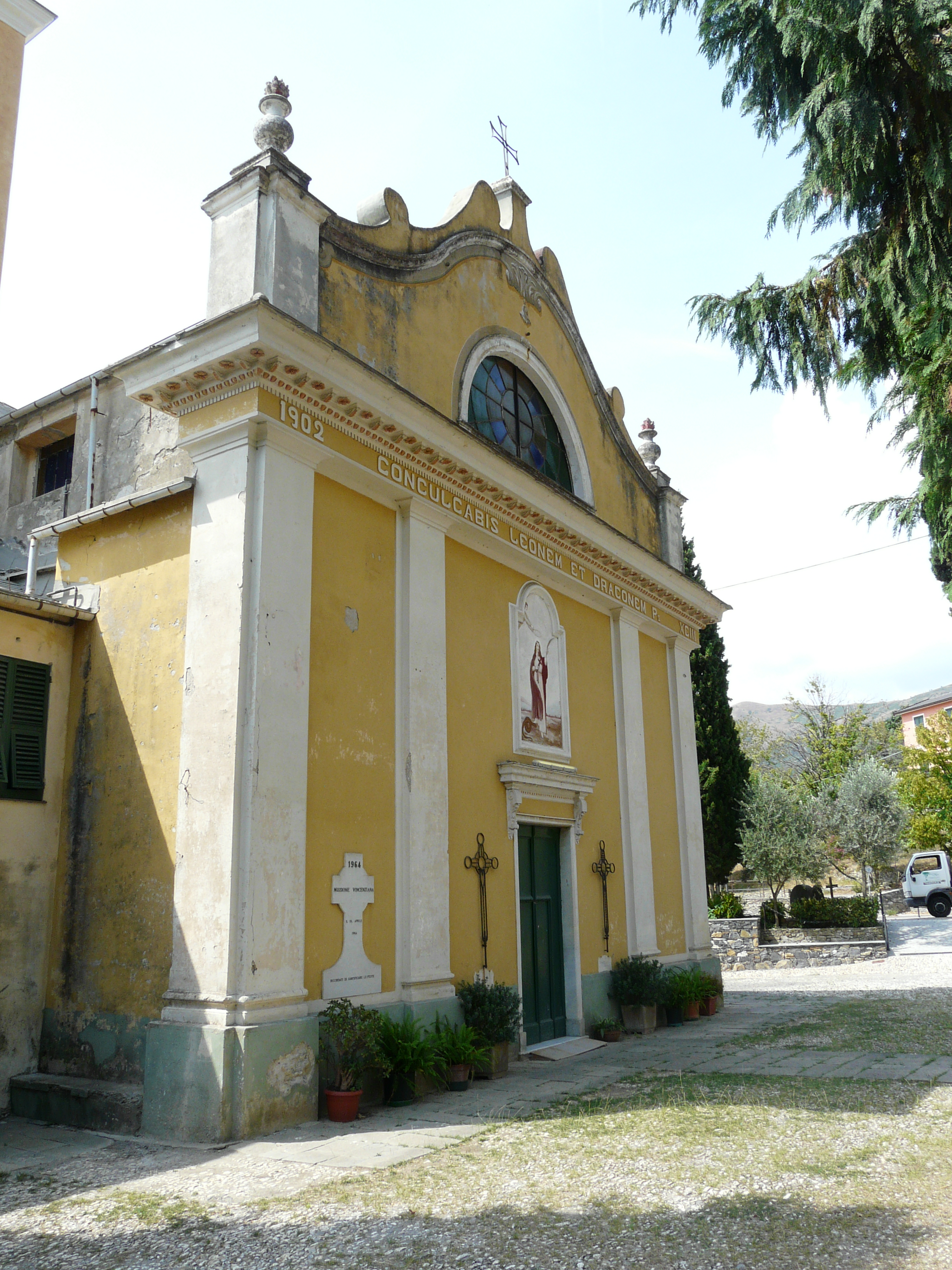
La chiesa parrocchiale di Santa Margherita

Nei documenti antichi l'odierno borgo di Testana è citato come "Arbore", molto probabilmente dal nome del torrente Arbora che qui scorre nella valle assieme al Recco.
La frazione storicamente seguì le vicende del comune capoluogo, Avegno, quest'ultimo citato già nel XIII secolo e che il suo territorio divenne signoria feudale della famiglia Malaspina.
Soggetto territorialmente alla municipalità di Avegno, all'interno del capitaneato di Recco e quindi nei domini della Repubblica di Genova, solamente con l'avvento della dominazione napoleonica la comunità di Testana ebbe un'iniziale autonomia.
Dal 2 dicembre 1797 rientrò nel dipartimento del Golfo del Tigullio, con capoluogo Rapallo, all'interno della Repubblica Ligure. Dal 28 aprile 1798 venne inserito nel V cantone, con capoluogo Uscio, della giurisdizione della Frutta e dal 1803 centro principale del VI cantone della Frutta nella giurisdizione del Centro. Annesso al Primo Impero francese, dal 13 giugno 1805 al 1814 fece parte del dipartimento di Genova.
Nel 1815 fu inglobato nel Regno di Sardegna, così come stabilì il congresso di Vienna del 1814, e successivamente nel Regno d'Italia dal 1861. Dal 1859 al 1926 il territorio fu compreso nel VI mandamento di Recco del circondario di Genova facente parte dell'allora Provincia di Genova.

## Monumenti e luoghi d'interesse

### Architetture religiose
La locale chiesa parrocchiale è dedicata a santa Margherita d'Antiochia.

## Cultura

### Eventi
Il 20 luglio ricorre la festività religiosa di santa Margherita d'Antiochia, patrona della frazione e titolare della parrocchia.